# Ozierskie
Ozierskie [ɔˈʑɛrskʲɛ] est un village polonais de la gmina de Krynki dans le powiat de Sokółka et dans la voïvodie de Podlachie. Il se situe à environ 5 kilomètres au sud-ouest de Krynki, à 23 kilomètres au sud-est de Sokółka et à 40 kilomètres à l'est de Białystok. 